# Aniset

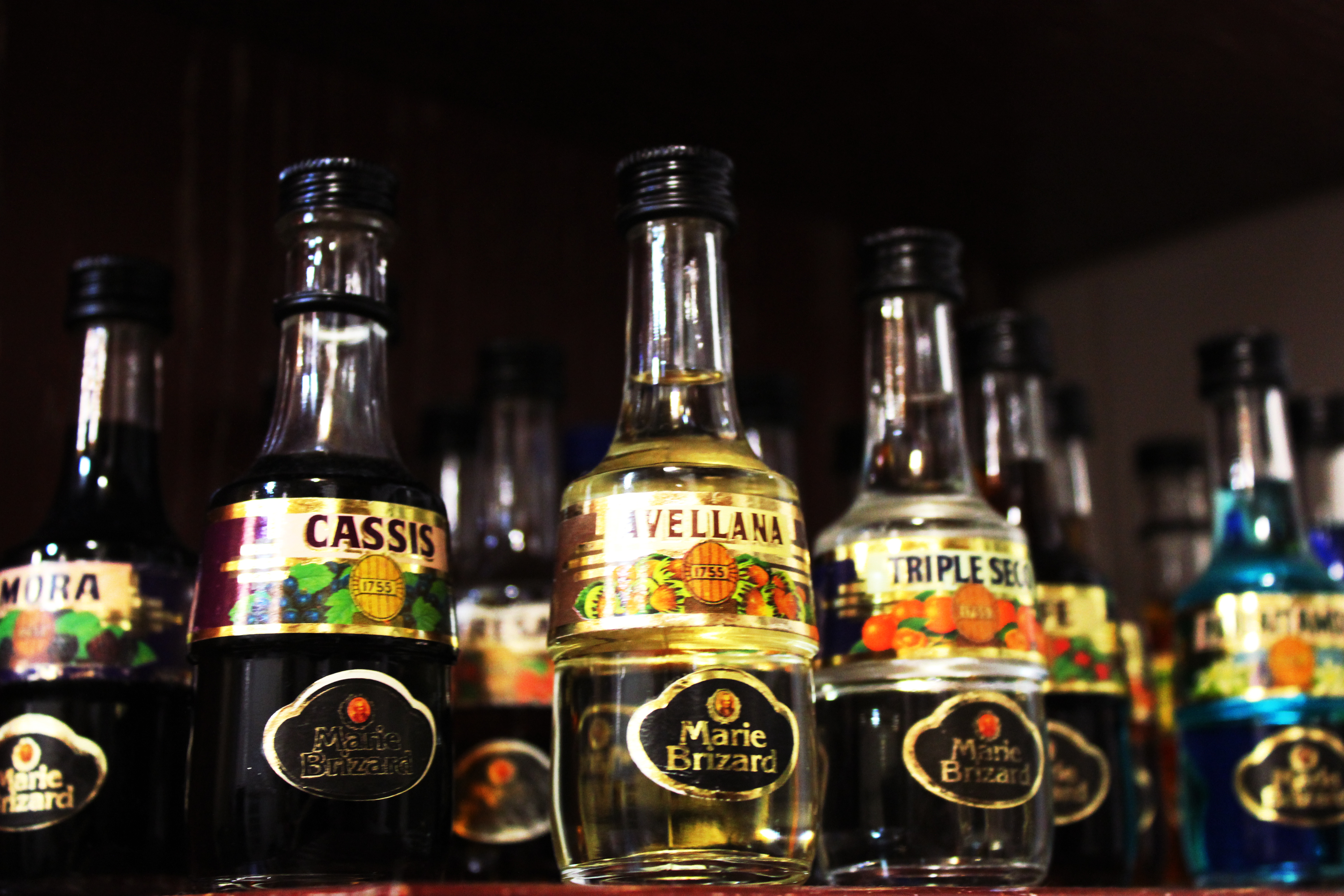
Aniset marca Marie Brizard

Anisetul sau anis-ul este un lichior cu aromă de anason care se consumă în cele mai multe țări mediteraneene, în special în Spania, Italia, Portugalia, Turcia, Grecia, Liban, Cipru, Israel și Franța. Este incolor și, deoarece conține zahăr, este mai dulce decât băuturile spirtoase din anason uscat (de exemplu, absint). Anisetul este produs în mod tradițional prin distilarea anasonului, și se diferențiază de băuturile produse prin simplă macerare prin includerea pe etichetă a cuvântului distilat. Și în timp ce Pastis este un lichior cu un gust similar, care este pregătit în mod similar și confundat, uneori, cu anisetul, el folosește o combinație a extractelor din rădăcină de anason și lemn dulce. Sambuca este, în esență, un aniset de origine italiană, care necesită un conținut minim ridicat (350g/l) de zahăr.
Lichiorul se ramarcă prin aroma sa puternică. Când este inclus în băuturi mixte, el produce, cu toate acestea, o aromă dulce agreabilă. Este de multe ori pur și simplu amestecat cu apă, producând o consistență alb lăptoasă. Acest amestec este numit în țările vorbitoare de limba spaniolă „palomita”. Toate lichiorurile trebuie turnate în apă foarte rece, în același moment. Un lichid foarte alb înseamnă că a fost folosit un aniset de bună calitate. O „palomita” cu doar o picătură de anason poate fi consumată ca o băutură răcoritoare.

## Nume și mărci de aniset

### În regiunile de limbă spaniolă
- Anís del Mono („anisetul maimuței”) este un anís popular produs în Spania începând din 1870.[3] Eticheta, cu o maimuță care ține un pergament și o sticlă, a fost desenată de către Ramon Casas i Carbó.[4] Aceasta este anisetul băut în romanele Fiesta de Ernest Hemingway[5] și în Sub vulcan de Malcolm Lowry.[6]
- Anís Najar este o marcă de aniset produsă la Arequipa (Peru) din 1854, cu un conținut ridicat de alcool (46,2 ° GL).
- Chinchón este numele unui oraș identificat cu băuturile „anís”. Mai mulți producători s-au unit în „Alcoholera Española. S. A.”, care produce diferite tipuri de băuturi din anason. Anisetul este numit pur și simplu „Chinchón dulce”.
- Ojén (sau Aguardiente de Ojén  (es), sau pur și simplu „ojen”, „OH-hen”, cum este cunoscut în limba engleză) este numele unui alt oraș spaniol identificat cu băuturile „anís”. Acest lichior, produs în zilele noastre la nivel local de distileria Dominique Mertens Impex. S. L.,[7] și-a câștigat o faimă în străinătate și este foarte popular în orașul New Orleans, Louisiana, în special în timpul sărbătorii Mardi Gras.[8]
- Aguardiente aromată cu anason este vândută în Columbia, Mexic și în alte părți.[9]
- Cartujo este una dintre cele mai cunoscute mărci din America Latină. El este produs în Venezuela și este de obicei amestecat cu sucuri, iaurt sau pur și simplu cu apă. Acesta conține 30% alcool.
- Anís Gorila a fost produs în Puerto Rico, începând cel puțin din 1935, dar un anason similar numit Anissett Gorila este produs în Curaçao de Leáñez & Cia.[necesită citare]
- Anís 8 Hermanos este produs în Argentina.[necesită citare]

### În afara regiunilor de limbă spaniolă
În timp ce anisetul este cel mai popular în țările mediteraneene, el este cunoscut la fel de bine și în țările vorbitoare de limba engleză. Personajele din romanul Fiesta și din povestirea „Hills Like White Elephants” ale lui Ernest Hemingway beau și discută despre Anís del Toro — „Aniset de taur”.
În alte țări, în special în cele din Bazinul Mediteranean, băuturile spirtoase pe bază de lemn dulce sau de anason sunt consumate în mod tradițional, inclusiv în:
- Franța: Pastis și Aniset

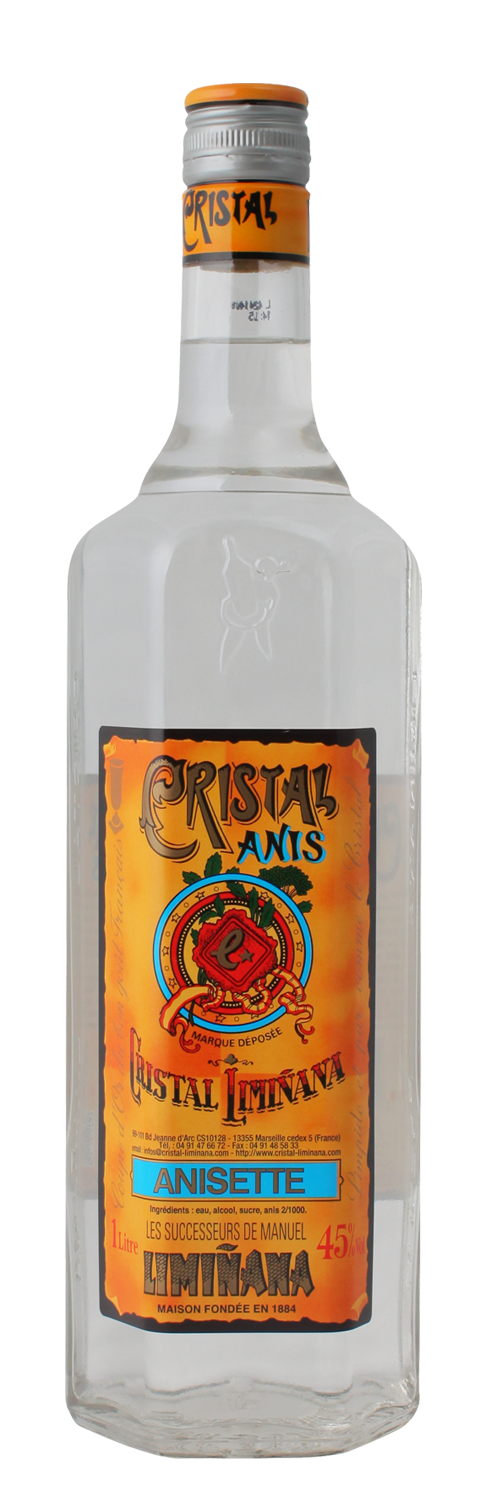

- Italia: Sambuca, liquore all'anice, anisetta, mistra'. Varnelli, liquore all'anice prodotto nelle Marche
- Grecia: Ouzo
- Bulgaria și Macedonia: Mastika
- Turcia, Azerbaidjan, Albania: Rakı
- Liban, Siria, Israel, Iordania și Egipt: Arak
- Japonia: Alaki